# 무녀도 (1972년 영화)
《무녀도》는 1972년 공개된 대한민국의 영화이다.

## 배역
- 윤정희
- 신영일
- 김창숙
- 허장강
- 사미자
- 조용수
- 임생출
- 임성포
- 최삼
- 손전
- 황민
- 곽태용
- 김소조
- 이정애
- 김경란
- 김지영

## 수상
- 제18회 아시아영화제
  - 기획상
  - 인기여우상 - 윤정희